# Nhiếp Chính
Nhiếp Chính (tiếng Trung: 聶政; bính âm: Nie Zheng) là một người Trung Quốc sống vào cuối thời Xuân Thu. Nhiếp Chính được người đời sau biết tới trong vai trò thích khách nổi tiếng bậc nhất của thời Xuân Thu Chiến Quốc. Truyện Nhiếp Chính vì Nghiêm Trọng Tử mà hành thích tướng quốc nước Hàn là Hiệp Lũy đã được Tư Mã Thiên ghi lại trong tác phẩm Sử ký của ông.

## Tiểu sử
Theo Sử ký thì Nhiếp Chính vốn người làng Thâm Tĩnh, ấp Chỉ, nhưng vì giết người nên phải cùng mẹ và chị gái trốn sang nước Tề làm nghề hàng thịt. Bấy giờ ở nước Hàn có Nghiêm Trọng Tử vì hiềm khích với tướng quốc nước này là Hiệp Lũy mà phải bỏ trốn. Tới nước Tề, Nghiêm Trọng Tử nghe danh của Nhiếp Chính, lại biết ông rất có hiếu với mẹ, bèn không quản ngại thân khanh tướng mà tìm tới chốn chợ búa để biếu Nhiếp Chính vàng phụng dưỡng mẹ già. Nghiêm Trọng Tử cố nài nhưng Nhiếp Chính từ chối không nhận tiền vàng, tuy vậy Nghiêm Trọng Tử vẫn làm đủ nghi lễ khách chủ rồi mới ra đi.
Sau đó một thời gian dài thì mẹ Nhiếp Chính qua đời, ông chịu tang mẹ đủ ba năm rồi thân tìm đến Nghiêm Trọng Tử để báo đáp sự tôn kính của Trọng Tử dành cho mình. Nghiêm Trọng Tử bèn đưa chuyện hận thù với Hiệp Lũy ra kể cho Nhiếp Chính đồng thời đề nghị đem tráng sĩ, xe ngựa của mình ra để trợ lực cho ông. Nhiếp Chính từ chối nhận xe ngựa rồi một mình cầm kiếm xông thẳng vào phủ của tướng quốc đâm chết Hiệp Lũy ngay giữa đám tùy tùng, cận vệ. Giết được Hiệp Lũy rồi, Nhiếp Chính hạ thủ thêm mấy chục người rồi tự hủy da mặt, móc mắt trước khi kéo ruột ra tự tử.
Vì khuôn mặt của Nhiếp Chính bị hủy hoại nên khi người Hàn phơi xác ông ngoài chợ treo giải tìm tung tích vẫn không ai nhận ra. Mãi về sau chị của Nhiếp Chính tên là Vinh nghe tin mới tìm đến nhận xác em rồi than rằng chính Nghiêm Trọng Tử đã giết Nhiếp Chính. Vinh thị khóc lóc thảm thiết bên xác Nhiếp Chính rồi chết bên cạnh em trai. Người đời nghe chuyện ai cũng than rằng Nghiêm Trọng Tử quả là kẻ biết người trong việc báo thù.
Tư Mã Thiên sau này xếp Nhiếp Chính vào một trong 5 thích khách được ông đưa vào chính sử, ông nhận xét: "Từ Tào Mạt đến Kinh Kha năm người, chí nguyện của họ thành hoặc không thành, nhưng lập ý rõ ràng, không trái với ý mình, danh tiếng để lại đời sau có phải vớ vẩn đâu!".

## Thuyết khác
Thái Ung thời Đông Hán trong tác phẩm Cầm Thao (琴操) lại đưa ra một thuyết khác về chuyện Nhiếp Chính. Theo đó cha của Nhiếp Chính vốn là thợ rèn kiếm cho Hàn Ai hầu, vì quá hạn rèn kiếm mà bị Ai hầu giết. Nhiếp Chính sau khi ra đời được mẹ kể lại chuyện của cha bèn thề giết Hàn Ai hầu trả thù. Lớn lên Nhiếp Chính học kiếm rồi giả danh lẻn vào vương cung của Ai hầu nhưng bị phát hiện nên phải trốn vào Thái Sơn. Tại đây Nhiếp Chính khổ công tập đàn 10 năm rồi thay đổi dung mạo quay về nước Hàn.
Khi về tới Hàn thì tài đàn của Nhiếp Chính nhanh chóng được Ai hầu biết tới, ông được triệu vào cung biểu diễn cho Hàn Ai hầu nghe. Nhân lúc Ai hầu và đám cận vệ đang say sưa nghe đàn, Nhiếp Chính nhanh tay rút chủy thủ dấu sẵn ra đâm chết Ai hầu rồi tự móc mắt, lột da mặt và tự tử. Xác của Nhiếp Chính bị người Hàn đem phơi ở chợ để treo thưởng tìm tung tích. Chị của Nhiếp Chính là Vinh nghe tin bèn tìm đến nhận xác em trai rồi khóc lóc thảm thiết mà chết bên cạnh ông.

## Trong văn hóa
Đời sau truyền lại rằng bản nhạc mà Nhiếp Chính đã đánh cho Hàn Ai hầu nghe trước khi hành thích chính là bản Quảng lăng tán (广陵散) nổi tiếng cho cổ cầm mà nhạc sĩ Kê Khang thời Tam Quốc là người chơi thành công nhất.